# Línea 145 (Rosario)
Línea 145 es una línea de transporte urbano de pasajeros de la ciudad de Rosario, Argentina. El servicio está actualmente operado por Rosario Bus.
Anteriormente el servicio de la línea 145 era prestado desde sus orígenes y bajo la denominación de línea 200 por C.O.R.T.A., luego por Empresa Zona Sud S.R.L. (nombrándose línea 200 Roja, que más tarde se fusiona con la línea 200 Verde y pasa a llamarse, luego de 1986, línea 145), U.T.E. Martin Fierro S.A., y finalmente Rosario Bus.
Su recorrido cubre el antiguo recorrido de las líneas 145 y 119.

## Recorridos

### 145
Servicio diurno y nocturno.
|  |  | KBHFa |

|  | KBHFa | STR |  |

|  | STR+lBUEq | STR+lBUEq |  |

|  | STRl | ABZg+r |  |

|  |  | BHF |

|  |  | KRZu |

|  |  | BHF |

|  |  | BHF |

|  |  | BHF |

|  |  | BHF |

|  |  | STR+lBUEq |

|  |  | BHF |

|  |  | STR+lBUEq |

|  |  | BHF |

|  |  | STR+lBUEq |

|  |  | BHF |

|  |  | BHF |

|  |  | BHF |

|  |  | BHF |

|  |  | BHF |

|  | BUS2 | DST |  |

|  |  | BHF |

|  | BUS2 | BHF |  |

|  |  | BHF |

|  |  | BHF |

|  |  | BHF |

|  |  | BHF |

|  |  | BHF |

|  |  | KBHFe |